# کودکان خیابانی در هند

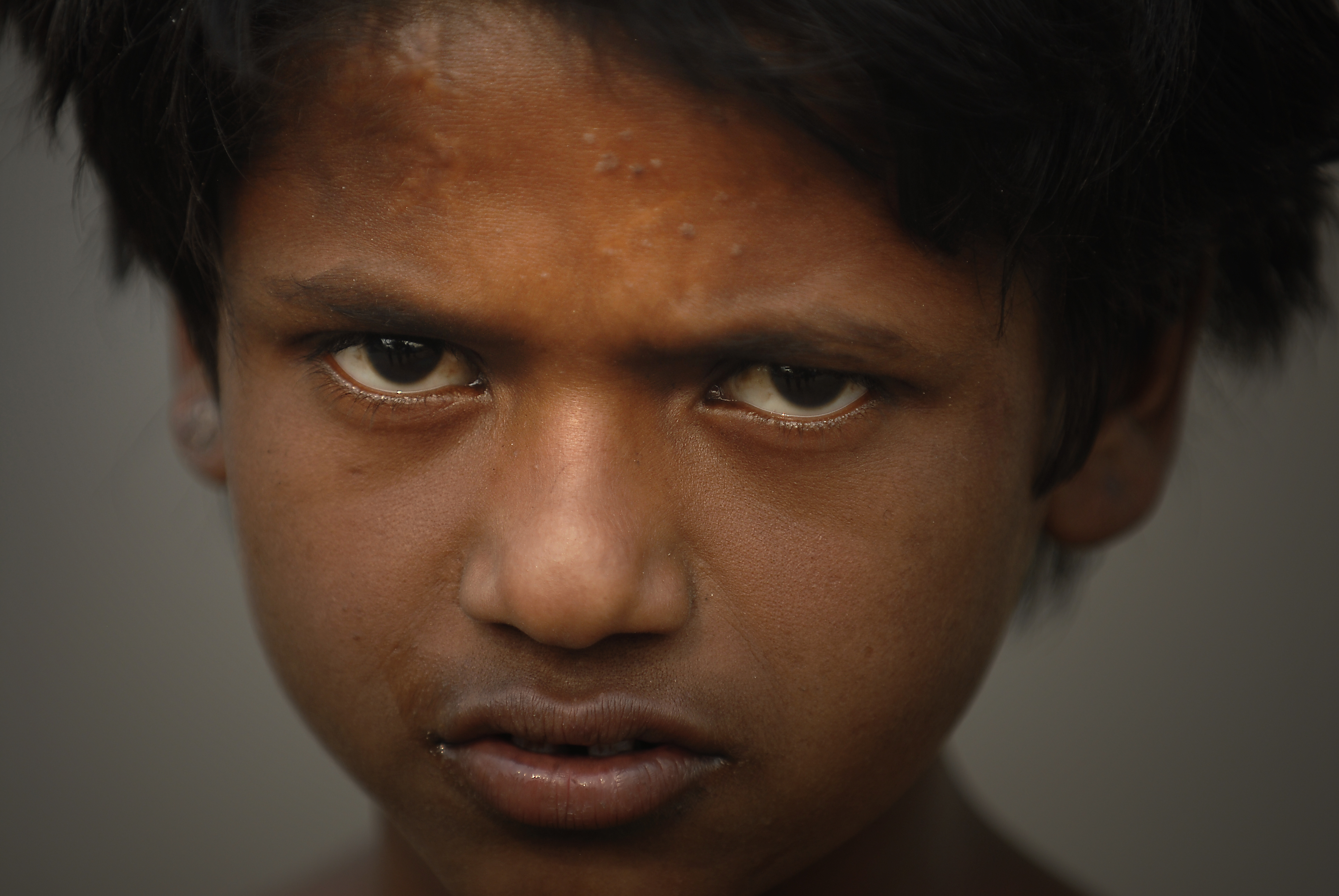
کودک خیابانی در دهلی‌نو

کودکان خیابانی در هند (انگلیسی: Street children in India) به آن دسته از کودکان هندی گفته می‌شود که خیابان (یا هر مکان بدون صاحب دیگری) محل سکونت و محل کار و معیشت آنها است، و از سرپرستی، حفاظت و نظارت کافی برخوردار نیستند. در هند بیش از ۴۰۰۰۰۰ کودک خیابانی وجود دارد.

## تعریف

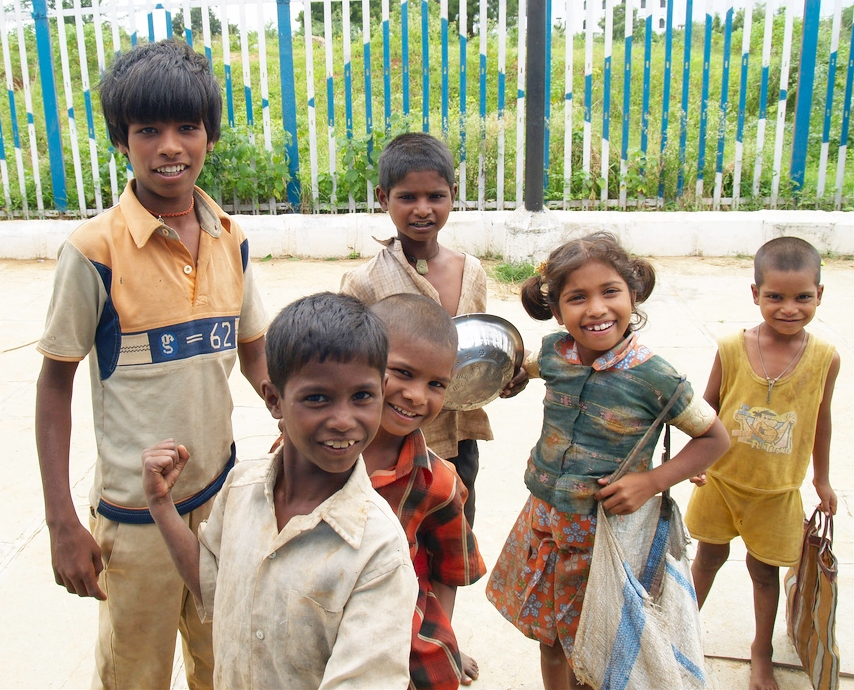
کودکان خیابانی در یک ایستگاه راه‌آهن در ناحیه مداک، اندرا پرادش.

در اوایل به هر کودکی که در خیابان کار می‌کرد کودک خیابانی گفته می‌شد. اما پس از تحقیقات مشخص شد که گروه‌های مختلفی از کودکان در خیابانها وجود دارند، و باین نتیجه رسیدند که شناخت و درک پیچیدگی‌های کودکان کار آنچنان ساده ای نیست. مارک لوسک Mark W. Lusk محقق برجسته، کودکان خیابانی را به چهار دسته تقسیم کرده‌است: کودکانی که روزها در خیابان کار می‌کنند و شب به خانه برمی‌گردند، کودکانی که در خیابان کار می‌کنند و رابطه خانوادگی آنها گسسته‌است، کودکانی که هم خود و هم خانواده‌شان با هم در خیابان کار می‌کنند و بالاخره کودکانی که در خیابان کار می‌کنند و خارج از دامن خانه و خانواده در خیابان زندگی می‌کنند. عبارت کودکان خیابانی معمولاً به گروه چهارم گفته می‌شود.

### تعریف یونیسف
یونیسف UNICEF کودکان خیابانی را اینگونه تعریف می‌کند: پسران یا دخترانی که خیابان (در مفهوم کلی هرجا که مزاحمتی برای آنها نباشد نظیر ساختمانهای نیمه کاره و زمینهای بایر و نظائر آن) محل زندگی و معیشت آنهاست و از حفاظت، رسیدگی و راهنمایی از جانب بزرگسالان مسئول بی‌بهره هستند. این مهم است که گروه کودکانی که روی پای خودشان هستند و در خیابانها زندگی می‌کنند را از آنها که در خیابان فقط کار می‌کنند متمایز کرد، چرا که آنها مشخصات متفاوتی دارند و توجه هدفمندی ویژه خود را طلب می‌کند.

## وضعیت کودکان در هند

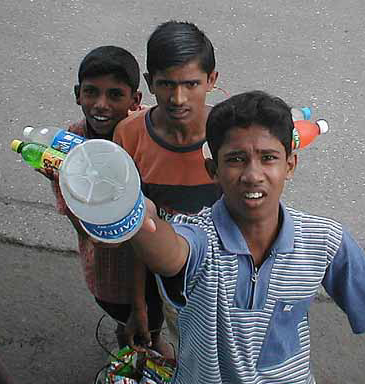
کودکان خیابانی در بمبئی، هندوستان به فروش تنقلات به مسافران اتوبوس مشغول هستند

در هند حدود ۱۸ میلیون کودک در خیابانها کار می‌کنند، فقط ۵ تا ۲۰ درصد آنها بدون خانه هستند و از خانواده خود بریده شده‌اند. کودکان خیابانی در هند آسیب‌پذیری ویژه خود را دارند، و این بسته به این دارد که این کودکان چه مدت در خیابان بسر می‌برند، چگونه زندگی خود را اداره می‌کنند، چه اندازه از حفاظت از جانب بزرگترها برخوردارند، و اینها زیر مجموعه کسانی می‌باشند که مستحق توجه مخصوص هستند تا نیازهای آنها مورد شناسائی قرار گیرد. طبق نظر یونیسف UNICEF کودکان در هند از جمله گروه‌های آسیب‌پذیر هستند که نیاز هست هرچه بیشتر به آنها رسیدگی شود.

## مشخصات
مشکل است که خصوصیات کودکان خیابانی را ارائه داد زیرا مشخصات این کودکان دائماً در حال تغییر است. کودکان خیابانی مدرک شناسائی ندارند و اکثراً جای خود را تغییر می‌دهند. طبق گزارش‌های رسمی سالانه ۵۰۰۰۰ نفر در سال خانه و کاشانه خود را در هند ترک می‌کنند که ۴۵ در صد آنها افراد زیر ۱۶ سال هستند که رقم کمی است. در آخرین مطالعاتی که انجام شد در کلکته و بمبئی حداقل ۱۰۰۰۰۰ کودک خیابانی در این دو شهر وجود دارند؛ و این آمار برای تمام هند رقمی بین ۴۰۰۰۰۰ تا ۸۰۰۰۰۰ می‌باشد. تعدای از کودکان هنگام فرار به ایستگاه‌های قطار روی می‌آوردند و از قطار برای تردد خود استفاده می‌کنند و سکوهای قطار هم محل زندگی آنهاست. تعداد اینگونه کودکان سالانه ۸۰۰۰۰ نفر می‌باشد؛ و اگر زودتر به این کودکان رسیدگی شود می‌توان آنها را به دامان خانواده‌شان برگرداند؛ که معمولاً تخمین زده شده ۱۰۰۰۰ نفر اینها نجات می‌یابند و به خانواده خود بازمی‌گردند و مابقی ۷۰۰۰۰ در سکوهای قطار سرگردان و به آمار کودکان خیابانی افزوده می‌گردد.

### سن کودکان خیابانی
به دلیل فقدان آمارگیری دقیق محدوده سن کودکان خیابانی داده شده تقریبی است. اکثر این کودکان از۶ تا ۸ ساله به بالا هستند. طبق بررسی‌های مؤسسه ملی امور شهری در سال ۱۹۸۹ میانگین سن کودکان خیابانی ۱۳ بوده‌است. طبق مطالعاتی که یونیسف UNICEF در سال ۱۹۸۹ انجام داد ۷۲ درصد کودکان خیابانی بین ۶ تا ۱۲ ساله بودند و ۱۳ درصد آنها زیر ۶ سال سن داشتند. اکثر کودکان خیابانی پسر و بی‌سواد ویا سواد جزئی دارند.

## علت‌ها و دلایل
کودکان خیابانی در هند به دلایل استراتژیکی خانواده خود را ترک می‌کنند. سه فرضیه برای این انتخاب عرضه می‌شود، فقر، انحراف خانوادگی و بالاخره شهرنشینی. شواهد هر سه علت فوق را تأیید می‌کند. در یک مطالعه که روی ۱۰۰۰ کودک خیابانی در بمبئی در سال ۱۹۹۰ انجام شد، ۳۹٫۱ درصد کودکان خیابانی به دلیل مشکلات و دعوای خانوادگی خانه را ترک کرده‌اند، ۲۰٫۹ درصد به دلیل فقر از خانه بیرون زدند و ۳٫۶ درصد هم گفته‌اند می‌خواهند شهر را تماشا کنند. کودک فراری از خانه عاقبت به کودک خیابانی تبدیل می‌شود. خلاصه آنکه بیشتر کودکان به دلیل اختلافات خانوادگی از خانواده خود جدا شده و به خیابانها برای زندگی و کار پناه می‌برند. برخی از کودکان برای ارتقاء امنیت خود باند و گروه تشکیل می‌دهند که گاهی همین‌ها مورد سوء استفاده دیگران از جمله پلیس قرار می‌گیرند. به دلیل آسیب‌پذیری این کودکان تدوین قوانین و توجه ویژه از جانب دولت یا سازمانهای دیگر را طلب می‌کند تا به بهبودی شرایط آنها کمک کند.